# Gunung Endut
Gunung Endut is een bestuurslaag in het regentschap Sukabumi van de provincie West-Java, Indonesië. Gunung Endut telt 7469 inwoners (volkstelling 2010).